# Adrienne Lyle
Adrienne Lyle (Coupeville, 2 gennaio 1985) è una cavallerizza statunitense.
Ha partecipato ai Giochi di Londra 2012 e di Tokyo 2020, gareggiando sia in squadra che nell'individuale. Nell'edizione giapponese ha vinto la medaglia d'argento nella competizione a squadre.